# Santo Tirso
Santo Tirso là một huyện thuộc tỉnh Porto, Bồ Đào Nha. Huyện này có diện tích 136 km², dân số thời điểm năm 2001 là 72396 người.